# Българан (вестник)
Вижте пояснителната страница за други значения на Българан.
„Българан“ е български хумористично–сатиричен вестник, излиза в периода 1904 – 1909 г.
В първия брой на вестника от януари 1904 г. като редактори са вписани: "Двама млади стихотворци, бивши „славни“ туркоборци, а техни помагачи – кой от дето се закачи", едва в третия са изброени имената им – Александър Кипров, Александър Божинов и Христо Силянов.  В бр. 17 от 4 май 1904 г. името на Христо Стилянов вече не присъства в списъка с редакторите, а в бр. 66 от 4 септември 1905 г. като единствен редактор вече е отбелязан Александър Божинов.

## Българановците
В своите спомени от 1924 г. Елин Пелин разказва за появата на вестника като „едно литературно събитие“. Около изданието тогава се събират млади писатели, които стават неразделни приятели и след първата вечеринка, преминала с небивал успех в „Славянска беседа“, групата става известна сред публиката като „Българановците“. Към бурния живот на българановците, освен Божинов, Силянов и Кипров, се присъединяват и Петър Нейков, Александър Балабанов, Петър Морозов, Сава Огнянов, Васил Кирков, Петър Паспалев, Андрей Протич, Елин Пелин, Коста Батолов и др.

## Списание „Българан“
Традициите на вестника, след неговото прекъсване през 1909 г., са възстановени през 1916 г. от започналото да илиза, отново под редакцията на Александър Божинов, списание „Българан“.

## Дигитален архив
Вестникът (а също и списание „Българан“) е дигитализиран и достъпен в дигиталния архив на Национална библиотека „Св. св. Кирил и Методий“ в София.